# 平左衛門町
座標: 北緯34度41分46.4秒 東経135度22分38.6秒 / 北緯34.696222度 東経135.377389度
平左衛門町（へいざえもんちょう）は、兵庫県尼崎市にある町丁。丁目はない。郵便番号は660-0087。

## 地理
東は扇町に、北は丸島町と接する。西・南は海に面している。

## 交通
鉄道・バス共に走っていない

## 校区[3]
| 区域 | 小学校   | 中学校     |
| ---- | -------- | ---------- |
| 全域 | わかば西 | 大庄中学校 |

## 施設
- 尼崎市立魚つり公園
- サンランド武庫川ゴルフセンター